# スズノネセブン!
『スズノネセブン!』 (Suzunone Seven!) は、クロシェットlumieが2009年1月30日に発売した18禁恋愛アドベンチャーゲームである。また続編である『スズノネセブン! Sweet Lovers' Concerto』が2009年11月27日に発売された。また、新ヒロイン2人を加えたPlayStation 2用ソフト『スズノネセブン! 〜Rebirth knot〜』がアルケミストより2010年5月27日に発売された。2014年1月30日にはPlayStation Portableにて『スズノネセブン! Portable』が発売された。
また、角川書店『月刊コンプエース』2010年6月号から8月号まで漫画版『スズノネセブン! 〜Rebirth knot〜』が連載された。作画担当者はアテラ。全3話構成で、単行本化はされていない。

## あらすじ
魔法が発展しはじめ、ひとつのエネルギーとして確立された現代世界。主人公の「城戸幸村」は魔法と科学の融合を目指した名門「スズノネ魔法学園」に通っていた。
冬も間近に迫ったある日、幸村は担任に呼び出され「君は選ばれた」と言われ、成績ワーストセブンのひとりとして「スズノネトライアル」と呼ばれる合宿に強制的に参加させられることを宣告される。参加メンバーには各自に対応した課題が与えられ、期間中にクリアできなかった場合は退学となる。スズノネトライアルに参加するのは自分を含め7名。学園では彼らのことを「スズノネセブン」と呼ぶ。
個性的なメンバーと過ごす合宿のなかで、幸村とメンバーたちは課せられた課題をクリアし合格することを目指す。

## 登場人物
※キャストはPC版 / PS2&PSP版の順。

### 主人公
城戸 幸村（きど ゆきむら）
本作の主人公。スズノネ魔法学園魔力工学科1年生。
魔法アイテム製作の腕前や発想力は学園長の折り紙付きで、基本的には真面目であるため教師からの評価も高いが、テストなどの際により優れてはいるが求められているものとは違う解答をするなど我流が過ぎる（要曰く「正解を飛び超えてしまう」）ため、セブンに選ばれた。
物事を理詰めで考える思慮深い性格で、少々頭でっかちなところもあるが感情面も含めて基本的には素直であり熱血漢的な行動を取る事も少なくない。学園長とはスズノネ学園入学以前から知り合いで、学園には彼に誘われる形で入学した。しかし、卑猥なアイテムをそうとは知らずに製作させられていた事が発覚してから敵視しており、物語の開始時まで数か月に渡り反抗している（すみれ曰く、それほど反抗している人は珍しく、大抵は諦めてしまうらしい）。とはいえ、今でも教育者としての学園長には敬意を持っている。
三峰兄妹とは幼なじみで悪友。真は一つ年上だが、彼のノリもあって対等の関係。両親は健在だが自ら家事を手伝うため生活スキルが高く、家庭的なものに限られるものの料理もかなり上手で、食材の買い物もできるだけ安く良いものを調達することができる。このため幸村がセブンの炊事担当の際は当たりの日らしく、特に三峰兄妹は幸村メシと呼び静穂メシに次ぐ喜びを見せ、また要からは金銭面でも大いに期待されることになる。
課題内容は「誰かの大切な願いを魔法で叶える」というものだが、彼自身に魔力は一切無いため、見方によっては今期セブン中最難関の課題。

なお、幸村という名前は「村を幸せに出来るように」という願いから祖父が命名したとの事。

### メインヒロイン
野々村 仁乃（ののむら にの）
声 : ヒマリ / 朋永真季
誕生日：8月15日　血液型：O型　身長：156cm　3サイズ：83/58/87
スズノネ魔法学園魔法科1年生。
非常に強い魔力の持ち主だが突発的な魔力暴走を度々起してしまう特異体質で、その体質を改善する目的でトライアルに参加することになる。
基本的には明るく朗らかで何事も前向きな性格だが、天然気味でセンスがややズレている。また、一旦マイナス思考に入ると完全ないじけモードになり、自作した妙な段ボールハウス（すみれ命名「のののハウス」）に閉じこもって一晩を過ごすことがあるものの、一晩寝るといじけモードは解消される結局はお気楽な性格。数年前から母が海外で仕事をしており、現在は基本的に父との2人暮らし。その影響か、どこかしら抜けている部分は父親似らしい。一方、思い込みの激しい部分は母親似で、家族3人の仲は良好。ヒロインの中では美奈都に次ぐ巨乳の持ち主で、そのことをよく同学年のクラスメートであるすみれに突っ込まれる。勉強は全般的に努力して通常の学力は持ち合わせているが、特に国語は苦手で、一部の漢字を言い当てたり意味を答えたりすることができないほど。料理の腕は程々だが、その天然ぶりから来る「ミラクル一工夫」を加えた場合はどちらに転ぶか判らない。
課題内容は上記の通り「魔力暴走を抑える」というもの。

鷹取 柚子里（たかとり ゆずり）
声 : 夏野こおり / 田口宏子
誕生日：10月16日　血液型：B型　身長：165cm　3サイズ：82/54/83
スズノネ魔法学園魔法科2年生。
魔法に関しては幼い頃から天才的な上に努力も怠らない性格で、得意の雷系を筆頭に火炎系や拘束・対魔法・解呪などの魔法も幅広く使いこなす。学業成績も学年主席を取るほどに優秀だが、度々起すある学則違反の問題行動が原因でトライアルに参加することになる。
基本的には常識人で優等生、かつ正義感が強く姉御肌であるため今期セブンの纏め役的な位置に収まるが、少々頭が固く負けず嫌いな割に乗せられやすい面もあり、曲者揃いの面子（特にすみれ）に転がされることも。バストサイズは程々ながらスタイルが良い長身の美人だが本人はややコンプレックスとしていて、何度も男子生徒から言い寄られているが全て断っている。また、登場は高いところからしたがるなど時折奇異な嗜好が現れることがある。
家は「MIT鷹取」という先見の明で魔法産業に飛びこんで躍進した有名な大企業の経営者で、やや贅沢嗜好。単なるプレハブ小屋だった合宿所に我慢ならず待遇の改善を要求し、セブンメンバーの賛同を得て自分たちの手で家具を運び込むなどして程々に快適な住環境を作った。料理の腕は一流で、今期セブンでは幸村と並び期待されるほど。他にも様々なことをそつなくこなす反面、異常なまでの方向音痴で、一人では通学もままならない（これは鷹取一族特有のもので、一族全員に各々専属の運転手が付いているほど）。

三峰 美奈都（みつみね みなと）
声 : 桜川未央 / 小林眞紀
誕生日：4月21日血液型：A型　身長：163cm　3サイズ：92/60/93
スズノネ魔法学園魔力工学科1年生。幸村とは兄妹揃って幼なじみ。トライアルには純粋に成績不振が理由で参加した。
ざっくばらんな性格で、常にテンションが高い。よくすみれにネタにされるほどの抜群のプロポーションの持ち主だが、男兄弟の中で育ってきたため、異性との共同生活にも全く抵抗がない。運動神経も良く、砲丸を高く放り投げたり、力仕事もそつなくこなす。両親が共働きで普段は家事を担当しているため家事スキルのレベルは高く料理も得意だが、男所帯を切り盛りしてきたためか味とボリューム重視でやや大雑把。
3年前に魔法犯罪に巻き込まれ瀕死の重傷を負った際に学園の卒業生（当時はまだ在学中だった）である静穂に助けられて以来彼女を信奉しており、彼女が経営している喫茶店「アルバトロス」に入り浸っている。また、その経験から「魔法は万能で、人類を幸せにするもの」と強く思い込んでおり、これを切っ掛けとして猛勉強の末にスズノネに入学したが、本来勉強が苦手な上に普段の授業も寝ている事が多いなど授業態度にも問題があり、上記の通り成績はすこぶる悪い。
課題内容は「過去3年間に発生した魔法犯罪の情報を元にした、魔法技術の問題点についての考察」というもので、これには自身が巻き込まれた事件に関して客観的に考えるという意味も含まれている。
代官山 すみれ（だいかんやま すみれ）
声 : 佐々留美子 / あおきさやか
誕生日：6月7日　血液型：AB型　身長：152cm　3サイズ：78/56/84
スズノネ魔法学園魔法科1年生。学園を立ち上げた学園長・代官山十四郎の孫。
幼い頃から代官山の魔法技術を叩き込まれており、本人の才能もあってかなり高レベル（隠密行動に関しては要をも上回る）な魔法使い。しかし、基本的に魔法を使おうとせず、使うにしても自分のルールのみに従っている。本人は入学時に魔力工学科を志望していたが、学園長の裏工作により魔法科に入れられたという経緯がある。
早くに魔法使いとして完成されているためか、本人に新しい魔法を学ぶ意欲が欠落しているのがトライアル参加の要因。
学園内で不定期に発行される「スズスポ！」という胡散臭くも面白おかしい校内新聞（有料）をほぼ一人で製作しており、他人の弱みを握り、情報の交換等を迫る腹黒い面を持つ（本人曰く「純粋な探究心」）。しかし入手した情報は人を傷つけないようには扱われており、生徒のみならず教師にも新聞の愛読者は多い（幸村もちょくちょく購入して読んでいる）。また反骨心旺盛な性格で、不当な圧力には断固として屈しない。逆に不当な利益も断固として受けないのがポリシーで、魔法に対する独自のスタンスは学園長に対する反発も一因となっている。胸がないのがややコンプレックス。そんな性格の故か言動も少々アナーキーかつフリーダムで、基本的には丁寧な言葉遣いなのだが、時折妙に砕けた単語や言い回しを交ぜる独特のしゃべり方をする。また、補習でさえ自身の都合で抜け出すなどするため、要の大きな悩みの種の一つとなる。
祖父も母も忙しく飛び回っていたため父・守路に懐いており、ファザコンの傾向がある。幸村と初めて出会った時には守路の若い頃に瓜二つで驚いた（作中で初対面時の「……っ……」のところではかなり聞き取りづらいが「おと」と発言している）。一方で祖父の学園長は変態同然なことなどから毛嫌いしており（人格の5%は信用しているらしい）、度々幸村や要を焚きつけてクーデターを起そうと目論む。

### スズノネセブン! 〜Rebirth knot〜で追加されたヒロイン
トア・マリア・マトス（とあ・まりあ・まとす）
声 :  -  / 阿澄佳奈
誕生日：10月4日　血液型：不明　身長：154cm　3サイズ：82/56/83
プエルト・リコ出身の留学生。すでにアメリカの大学で魔法学の修士学位を飛び級で取得しており、スズノネとは違った魔法を使い一人前の魔法使いとして活動している。日本語も堪能で、ほぼネイティブレベルで話す事が出来る。
代官山の一族に助けられた過去があり、代官山一族（特に代官山容子）を尊敬している。そのためにスズノネに憧れており、本人の強い希望によりショートステイという形で留学してきた。歴代のセブンの多くが卒業後に各方面で活躍している事からセブンとトライアルには元々強い関心を抱いており、その秘密を解き明かす事が来日の目的の一つで、幸村やセブンの面々との出会いをきっかけにトライアルに参加する事になる。
課題をクリアするためには連日の居残りも厭わない努力家で、元々貧しい家の出身なため苦労人の要とよく気が合う。美奈都のように得意な料理は大雑把なものが多い。自分に厳しく、他人に優しくがモットーだが、一度スイッチが入ると甘えたがりになる一面もある。
ある目標を胸に日々頑張っている。
生野 真夜（しょうの まよ）
声 :  -  / 寿美菜子
誕生日：9月26日　血液型：不明　身長：166cm　3サイズ：94/59/89
長身に豊満なプロポーション、オッドアイが特徴的な美人。
元はスズノネの生徒であり要とは同期だったが中退し渡米、現在はアメリカ魔法学会のエージェントとして活動している。トアの指導員であり後見人として帰国した。トアと同じくスズノネとは異なるスタイルの魔法を使い、回復系の魔法を得意とする。
とある事故が原因で再生魔法に興味を持つようになり研究を続けていたが、現在はある理由から研究は中断している。魔法一筋でやってきたせいか、恋愛事には奥手になってしまった。落ち着きのある性格で、登場人物の中ではかなりの常識人。一方で極度の低血圧であり朝が弱く、起こそうとする相手に抱きつく癖があるなど周囲の人間を困らせる事もある。多い時は5人前の食事を平らげる大食いでもあり（本人曰く「食べた分のカロリーは消費している」らしい）、食費がかさむ事を要は恐れている。

### サブヒロイン
サブヒロインは『Sweet Lovers' Concerto』のアナザーストーリー扱いとなる。
志麻 莉里（しま りり）
声 : 新堂真弓 / 同左
誕生日：2月1日　血液型：B型　身長：158cm　3サイズ：82/55/82
スズノネ魔法学園魔法科2年生。
鷹取家に仕える家系の娘で、本人は柚子里に仕えているが、学園では柚子里の希望で友達として接している。
柚子里の事を熟知しており、彼女を抑えられる数少ない人物。柚子里の問題行動についても把握しており、止めることが出来ないことに複雑な思いを持っている。魔法に関しても柚子里と並ぶ実力者で、水系の魔法を得意とする。ただし天才型の柚子里と違い努力と修練の秀才型。
基本的に常識人だが、毒舌の持ち主で思ったことをすっぱりと口にする容赦のない性格。一見クールだがその実感情的で、激しい妄想癖があり、M気質。また、物事のほとんどを柚子里中心に考えるほどに依存しており、その感情は恋慕にも似ている。トライアル開始当初は柚子里以外に全く関心を示さないが、トライアルが進むにつれて後輩達の面倒をよく見るようにもなっていく。重度の猫好き。料理の腕は、頑張ってはいるが柚子里にはまるで敵わない（幸村談）。
トライアル参加の直接の理由は試験の解答を白紙で提出したことだが、それ自体柚子里がセブンに選ばれた事が原因。

九条 要（くじょう かなめ）
声 : 風音 / 同左
誕生日：7月2日　血液型：O型　身長：167cm　3サイズ：92/58/89
スズノネ魔法学園の教師で幸村と美奈都の担任、かつトライアルの監督責任者（ただし最終的な合否の決定は学園長が行う）。
全国の魔法使いがその腕を競うマジックマスターズの常連で数度の入賞経験もある最高クラスの腕前の魔法使い。国の魔法犯罪対策の本丸である本庁特殊魔法科魔法犯罪対策本部・通称「アルカナウィング」のライセンスも保持しており、戦闘能力は折り紙付き。純粋な魔力量だけならすみれや柚子里よりも下だが運用能力が非常に高く、得意の炎系だけでなく他の系統もそつなく高レベルで扱える（柚子里の得意魔法であるライド・ザ・ライトニングもさらっと使えるほど）。スズノネでは魔法の理論・実技のみならず魔法工学でも教鞭を執り、身体能力も体育教師並みとオールマイティな能力の持ち主。親しみやすい性格で生徒思いなため生徒からの信頼も厚いが、それ以外の部分がかなり適当で、生徒に泣きついたり他人を妬んだりと平時は基本的に駄目人間。後述の理由からエアコンを使えないほど金欠で、冬場は得意の魔法で凌いできた様子。
当人もスズノネ卒業生かつトライアル経験者で、当時から学園長には目を掛けられていた。「イグザクトリィ」などカタカナ英語を使う口癖がある。
学園長に様々な弱みを握られており、失敗の分だけ給料を差っ引かれ（一番大きい額は研究発表を忘れたことでマイナス百万円）、今では月に三万円ほどになってしまった（すみれ曰く、新任教師でも十倍以上はもらっているとのこと）。そのため常に金欠気味でセブンの面々に（半ば強制的に）昼食を奢ってもらうこともある。トライアルの費用を自腹負担する（つまり三万円でトライアルを成功させる）ことが要へのクリア条件になっており、成功の暁には担任クラスの赤点者数分の減給（赤点者数×一万円）が解除される予定。
学園長に握られている弱みの数は両手両足の指の数を足しても足りないらしいが、それでもスズノネと、そこでの教職を愛している。
非処女。

島村 静穂（しまむら しずほ）
声 : 水純なな歩 / 澤宮菜穂
誕生日：3月6日　血液型：A型　身長：166cm　3サイズ：82/56/86
スズノネ魔法学園に付属する研究所の主席研究員。
燃料動力に代わる新しい魔法動力（通称「シズホドライブ」）の研究中で、世界中から注目を浴びる有名人（通称「世界のシマムラ」）。喫茶店アルバトロスの経営者でもある。スズノネ魔法学園の魔法科・魔力工学科両方を首席で卒業し、現在も魔法工学の世界的な第一人者であるなど抜群の才能を持ちながら、アルバトロスにも出勤するなど非常に勤勉。その上控えめかつ穏やかな性格で常に微笑みを絶やさないが、目立つことが苦手で、前述の2つの通称も嫌がっている。
要は学生時代の恩師だが、当時から既に要を凌ぐほどの抜群の頭の良さを見せていた（一を知り十を知るタイプ）。人見知りでいつも他人に脅えていた自分を変えてくれたため、要のことは尊敬していると同時に今でも頭が上がらない。要からは半ば便利屋扱いされているが、むしろ恩師の役に立てることを喜んでいる。
彼女の作る食事は三峰兄妹から「静穂メシ」と呼ばれ崇拝されるほどで、他のセブンメンバーも絶賛している。3年前に魔法犯罪に巻き込まれて大怪我した美奈都を助けたことがあり、それ以来三峰兄妹から信奉され、またその場に居た幸村も尊敬と感謝の念を持っているが、静穂自身は三人を対等の友人として扱っている。また、年も職場も近く魔法関係で同レベルの会話が出来るなど接点が多い桃子と仲が良い（ルートによっては「桃ちゃん」と呼ぶことがあるほど）が、学生時代の人見知りの影響もあって他には友人と呼べる相手が殆どいない。
代官山 桃子（だいかんやま ももこ）
声 : まきいづみ / やなせなつみ
誕生日：11月24日　血液型：B型　身長：163cm　3サイズ：80/56/88
すみれの姉で、スズノネ魔法学園図書館の館長兼司書。
かなり風変わりかつゴーイングマイウェイで、静穂より一つ年上のはずなのに天真爛漫の子供っぽさ全開な性格。すみれ同様凄腕の魔法使いで、そのすみれが時折こっそり失敬して使うほど高度なマジックアイテムを作製する能力もあるなど、静穂にも似た万能性を持つ。ただし料理の腕は壊滅的。その知識や経験から年上らしく助言めいた発言をすることもあるが、性格故に直接的ではなく意味深で迂遠な表現をすることが多い。怖いもの知らずのすみれが恐れている数少ない存在。本が大好きで、[ビブリオマスター]の二つ名を持ち、その名に恥じない司書スキルを持つ。年も職場も近く魔法関係で同レベルの会話が出来るなど接点が多い静穂と仲が良い。
学園内で様々な写真を盗撮同然に撮影しており、よくすみれの「スズスポ！」に写真を提供している。すみれの追っている記事を本能で察知しパパラッチしているが、勢いですみれのポリシーの範囲から逸脱することもあり、時折ケンカ（当人達曰く「戦争」）になったりもする。そうした姿が学内や街中でよく見られる一方、本を求めて世界中を飛び回り、図書館でも司書として普通に仕事をしていたりと祖父に負けない超人振りと神出鬼没さも持ち合わせる。
学生時代は「深窓の麗人」を体現するような淑やかな女学生（静穂曰く「図書館の君」といった感じ）だったが、要のライバルである師子の影響でブレイクし、破天荒な言動が表に出てくるようになった。

### サブキャラクター
三峰 真（みつみね しん）
声 : ルネッサンス山田 / 同左
スズノネ魔法学園魔力工学科2年生。美奈都の兄にして幸村の親友。妹と同じく成績不振でトライアルに参加した。
昨年のトライアルも経験しており、「伝説級」の二年連続参加を要に嘆かれている。
いつでも明るくノリが良く明け透け。特に美奈都と共に調子に乗ると要でも手が付けられない勢いになる。
エロトークが災いして柚子里にかなり警戒されており、就寝スペースに間仕切りを設けられたが、曰く「障害があったほうが燃える」として全く意に介していない。しかしそうした普段の言動はあくまでおふざけで、その実は静穂一筋。その想いは半ば崇拝に近く、それ故に告白などの一線を越える行動へは踏み出せずにいる。
極度のシスコンで美奈都を最高の妹と称するが、性の対象としては全く見ておらず「妹おっぱい、ヘイキ」らしい。
根本的には常識人かつ良識人であり、真面目な話には真面目に答え、情にも篤く労を厭わない面もある。
今回のトライアルの課題は「静穂の助手を務める」こと。
代官山 十四郎（だいかんやま じゅうしろう）
声 : 永倉仁八 / 深津智義
スズノネ魔法学園の前身であるスズノネ魔法研究所所長で、学園の創設者であり学園長。
魔法学会の最高機関「七賢者」の一人で、すみれ・桃子の祖父。かなりのいい年らしく齢80を越えるとも言われているが、非常に元気。神出鬼没で、海外で重要な会議に出席中のはずなのに突如目の前に現れたり、一瞬目を離した隙に姿が消えたりすることも珍しくない。しかしその実態はチンピラ同然の風体で、基本的にエロジジイ。かつて幸村に下品なエロアイテム（大人のおもちゃ）を製作させていた。幸村の能力は高く評価しており、側に置いておきたいと思っているらしい（すみれ談）。すみれと桃子のことは、事と次第によっては他の七賢者と軽くドンパチを繰り広げるほど溺愛しているが、その2人からは変態ぶりを嫌われている。
それぞれが集音・遠隔視魔法を用いるゴースト256体を用いて常に情報収集していたり、瞬間移動や高速飛行などの高度な魔法も難なく使いこなすなど、能力的にはすみれも認めるほど七賢者の名にふさわしい大魔法使いなのだが、性格と言動のせいか、実態を知る人達（特に腹心の要や孫であるすみれや桃子）には何かと蔑ろにされたり陰口を言われたりしている。しかし教育者としての志は高く、生徒に対する愛情は本物で手腕も確かなことから、本質的な部分においてはその性格を知る人達も含め誰もが信頼している。
野々村 菜乃（ののむら なの）
仁乃の母。海外で翻訳の仕事をしている。
スズノネ魔法学園がまだ研究所だった頃の研究員で、学園創設の立役者の一人でもある優秀な魔法使い。桃子とも親交があるが、現在はある事情から魔法とは距離を置いている。仁乃に対して強い愛情を抱いていると同時に、仁乃の魔力暴走については常に心配している。
本編では立ち絵はなく声のみの登場だが、『Sweet Lovers' Concerto』にて魔法で作ったミニチュアサイズの分身が登場。
保村 定道（ほむら さだみち）
柚子里ルートに立ち絵付きで登場。他、『Sweet Lovers' Concerto』の一部でも名前が出る。
強力な炎の魔法を使う魔法犯罪者。十年近く前には鈴音ヶ丘近辺で活動していたが何処かへ姿を消し、本編の頃に戻ってきたらしい。
ヤクザの用心棒などを生業としているらしく、鈴音ヶ丘に古くからある暴力団の黒瀬戸組と関係が深い模様。残忍で執拗ながら狡猾かつ慎重な性格で、現状では犯罪の物的証拠は挙がっていないため、警察は動いていない。

鬼塚さん（おにづかさん）
静穂が学生時代に好意を抱いていた相手で、喫茶店「アルバトロス」の前オーナー。『Sweet Lovers' Concerto』静穂ルートの回想シーンでのみ登場。
ふとしたことで友情を交わした静穂を下宿させたり、ハッピートレジャーコースを一緒に回ったりしたが、静穂の告白に対しては「俺、好きなヤツがいる」「保護者代わりだと思ってたから」と交際を断っている。他の理由として「それ（静穂の気持ち）は恋じゃない」「強いて言うなら、お前のことが大切だからだ」などの記述があり、静穂の事はそれなりに大切に思っているらしい。この時に「そうだ。アルバトロスおまえにやるよ」といって同店の営業権を静穂に譲渡している。その後の消息については作品中に記述が無いため不明。
心斎橋 師子（しんさいばし もろこ）
本編では一部ルートで名前のみ、『Sweet Lovers' Concerto』の要ルートにて声のみの登場。
スズノネ時代の要の同期にしてライバルでもある魔法使い（そして同じくトライアル経験者）。現在もマジックマスターズで要とタメを張る実力者で、魔法評論家としてTVなどにも度々出演しているため一般の知名度も高く、その内容から知的な印象を持たれていることや、ペナルティを積み重ねまくっている要と違い仕事相応の収入があり羽振りも良いことが、余計に要の妬心を煽っている。
代官山 守路（だいかんやま もりじ）
すみれと桃子の父親でスズノネ魔法学園魔力工学科の創設者。ハッピートレジャーコースの発案・設計・制作者でもあり、故人。
魔法は使えなかったが魔力工学黎明期における第一人者で、研究開発や魔力工学そのものに関する様々な仕事で多忙な上に学園設立にも尽力し、過労で倒れてそのまま帰らぬ人になってしまった。すみれ曰くお茶目な人だったらしいが、ギャグのセンスは皆無。幸村と外見がよく似ていたらしく、学園長も最初に幸村を見た時には驚いたという旨の発言をしている。ただし、外見以外はほぼ違うとのこと。
代官山 蓉子（だいかんやま ようこ）
すみれと桃子の母親。アメリカの魔法学会所属。ゲーム中は名前のみの登場。
代官山の名前を出したくない様で旧姓の鼎（かなえ）を名乗っている。前述の通りアメリカの魔法学会の所属だが活動はリージョンフリー。戦場を主に回っているようである。血と鋼鉄とバイオレンス。代官山姉妹曰く「要先生よりも強い」らしい。

## スタッフ
- 原画：御敷仁
- シナリオ：秋史恭、姫ノ木あく、冬雀、若瀬諒
  - 主題歌
  - オープニングテーマ：『ほんとにほしい魔法の呪文』
歌：Rita
  - エンディングテーマ：『with　you』
歌：茶太
  - PS2版主題歌
  - オープニングテーマ：『終わらない魔法』
歌：Rita
  - エンディングテーマ：『夢から覚めても』
歌：茶太

## 関連商品
- オリジナルサウンドトラック（2009年4月22日発売）
- ビジュアルファンブック（2009年4月30日発売）
- ドラマCD『未来・運命・共同体!』（2009年9月18日発売）